# Anéis de Armazenagem a Intersecções
O Intersecting Storage Rings (ISR),  em português:  Anéis de Armazenagem a Intersecções,  era um acelerador de partículas do CERN. Foi o primeiro colisionador mundial de hadrão, e funcionou entre 1971 e 1984, com uma energia máxima de 62 GeV.
Desde início, o colisionador tinha a capacidade de produzir partículas como o J/ψ e o Mesão upsilon (ϒ); contudo as experiências do detector de partículas não estavam configuradas par observar eventos com grande de momento linear transversal à linha do feixe, deixando estas descobertas para serem feitas noutras experiências a partir de meados dos anos 70. No entanto, a construção do ISR implicou muitos avanços técnicos nos aceleradores de partículas, incluindo o primeiro uso do arrefecimento estocástico, e manteve o recorde de luminosidade de um colisionador de hadrões que só foi ultrapassado em 2004 pelo Tevatron no Fermilab nos EUA.